# NGC 2905
NGC 2905 is een sterrenwolk in het sterrenbeeld Leeuw. Het maakt deel uit van het sterrenstelsel NGC 2903 en werd op 16 november 1784 ontdekt door de Duits-Britse astronoom William Herschel.